# Кава-де-Тіррені
Кава-де-Тіррені (італ. Cava de' Tirreni) — місто та муніципалітет в Італії, у регіоні Кампанія,  провінція Салерно. Населення — 54 071 особа (2014). Щорічний фестиваль відбувається 8 вересня. Покровитель — Діва Марія, святий Адьютор.

## Географія
Кава-де-Тіррені розташована на відстані близько 230 км на південний схід від Рима, 45 км на схід від Неаполя, 5 км на північний захід від Салерно.

## Демографія
Населення за роками:

Станом на 1 січня 2023 року в муніципалітеті офіційно проживало 1028 іноземців з 64 країн, серед них 281 громадянин країн Євросоюзу та 314 громадян України.

## Уродженці
- Фаусто Сальсано (*1962) — відомий у минулому італійський футболіст, півзахисник, згодом — тренер.

## Сусідні муніципалітети
- Бароніссі
- Майорі
- Меркато-Сан-Северино
- Ночера-Суперіоре
- Пеллеццано
- Роккап'ємонте
- Салерно
- Трамонті
- В'єтрі-суль-Маре

## Пам'ятки
- Кавське абатство Святої Трійці — бенедиктинське абатство ХІ століття.

## Міста-побратими
- Ґожув-Велькопольський, Польща
- Каунас, Литва
- Pittsfield, Massachusetts, США
- Шверте, Німеччина